# Jean-Antoine Houdon

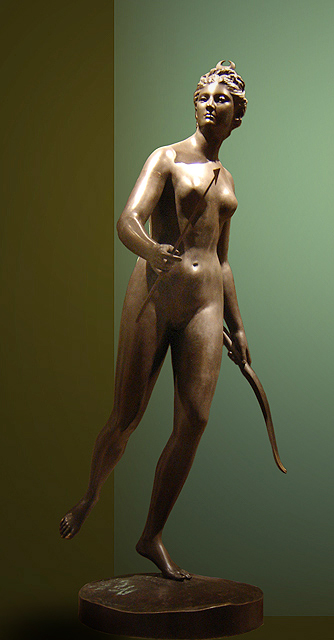
Diana (1790).

Jean-Antoine Houdon, född 25 mars 1741 i Versailles, död 15 juli 1828 i Paris, var en fransk skulptör under senbarockens och nyklassicismens tidevarv.

## Biografi
Houdon var elev till bland andra Jean-Baptiste Pigalle och Jean-Baptiste Lemoyne, vistades 1764–1768 i Rom och upptogs 1777 i akademin med Sovande Morfeus. 1770 besökte han hertigen av Sachsen-Coburg-Saalfeld, och företog 1785 på sin vän Benjamin Franklins tillskyndan en resa till USA för att skulptera George Washington. Av hans porträttskulpturer finns idag en byst på Metropolitan Museum of Art i New York och en annan på museet i Boston samt en staty i Richmond. Han verkade därefter i Paris, där han arbetade för främmande furstar och mecenater, bland andra Katarina II av Ryssland, Gustav III och furstarna Golitsyn. De av Houdon utförda porträttbysterna bildar ett galleri av allt vad tiden hade att bjuda av samhällets och andens stormän såsom Voltaire, Jean-Jacques Rousseau, Molière, Christoph Willibald Gluck, Benjamin Franklin, Lafayette, Napoleon med flera. Ofta gjorde han hela serier egenhändiga förstudier och repliker till sina porträttbyster, vilka vittnar om hans ovanliga psykologiska intresse. Bland hans stora figurer är Diana i Louvren den mest kända. I Sverige finns byster av Voltaire, Gluck och Denis Diderot på Nationalmuseum, av Gustav III i Stockholms rådhus och av George Washington i Göteborgs konstmuseum samt vid Nordiska museet